# Burgstall Ketzelburg
Der Burgstall Ketzelburg, nach alten Aufzeichnungen auch Ketzelburgk oder Kesselburg, ist ein unter Leitung des Archäologischen Spessartprojekts 2004/2005 und 2014 archäologisch wiederausgegrabener Burgstall. Die ehemalige Hochmotte der zweiten Hälfte des 12. Jahrhunderts liegt etwa 350 Meter nordnordwestlich der katholischen Kirche von Haibach im Landkreis Aschaffenburg in Unterfranken (Bayern).
Sie war nur kurzzeitig besiedelt, wurde den Ausgrabungsresultaten nach planmäßig niedergelegt und verlassen und ist heute ein restauriertes Beispiel einer Kleinburg, die im beginnenden Hochmittelalter den (damals dichter besiedelten) gesamten Spessart wie ein Netz durchzogen.

## Lage
Die Ketzelburg, eine Spornburg vom Typus einer Turmhügelburg (Motte), befindet sich heute in nordöstlicher Ortslage am Rand der Bebauungsgrenze Haibachs, im Gemeindewald auf einer 270 m ü. NN hohen ovalen Erhebung, einem steil abfallenden natürlichen Bergsporn, dem so genannten „Schloßknickel“, oberhalb des Zugangs zur sogenannten Haibacher Schweiz. Der Burgstall liegt zwischen dem Gebiet das östlich vom Haibach, südlich von der Ringwallstraße und westlich von den Sackgassen Ulmen-, Eichen- und Buchenstraße begrenzt wird. Nördlich geht das auch den Burgstall einschließende Waldgebiet in die Haibacher Schweiz über.
Die restaurierten Burgreste können im Rahmen des vom Spessartprojekt angelegten Haibacher Kulturweges erwandert werden. Die Burg lag direkt vor den Toren Aschaffenburgs, welches Teil der Kurmainz war. Möglicherweise ist dies ein Grund für das kurze Bestehen der Anlage, da sie als Bedrohung der Stadt und des Mainzer Territoriums aufgefasst werden konnte.

## Beschreibung
Die Form der Hochmotte war die eines Ovals. Das Burggelände hat in seinem von tiefen Gräben begrenzten Innenraum einen Durchmesser von etwa 50 Metern in Südost-Nordwestausrichtung und 35 Metern in Südwest-Nordostausrichtung. Damit nahm die Burg etwa eine Fläche von rund 1400 m2 ein. Die äußere Begrenzung des nach drei Seiten steil abfallenden Bodendenkmals bildet ein zwischen fünf bis sieben Meter tiefer und bis zu acht Meter breiter Graben, dem noch ein bis zu fünf Meter hoher Wall vorgelagert ist. Nach Südwesten schließt sich hinter einer etwa 100 Meter breiten Senke ein heute vollständig überbautes Lössplateau an.

## Geologie
Der Burgberg nimmt eine stark umgeformte Felskuppe aus örtlichem, stark verwittertem Felsengestein auf. Der Fels selbst tritt nur noch an der nördlichen Spitze der Anlage, direkt unterhalb des Burgplateaus zutage. Den Untergrund der Ketzelburg bildet schräg einfallender und geklüfteter Biotitgneis. Im Gebiet um Haibach treten dabei nur die Sandsteine des Unteren Buntsandsteins in Erscheinung, die wiederum der Untergruppe des Heigenbrücker Sandsteins (früher als Bestandteil der Gelnhausen-Folge, heute der Calvörde-Folge) zuzuordnen sind.

## Geschichte

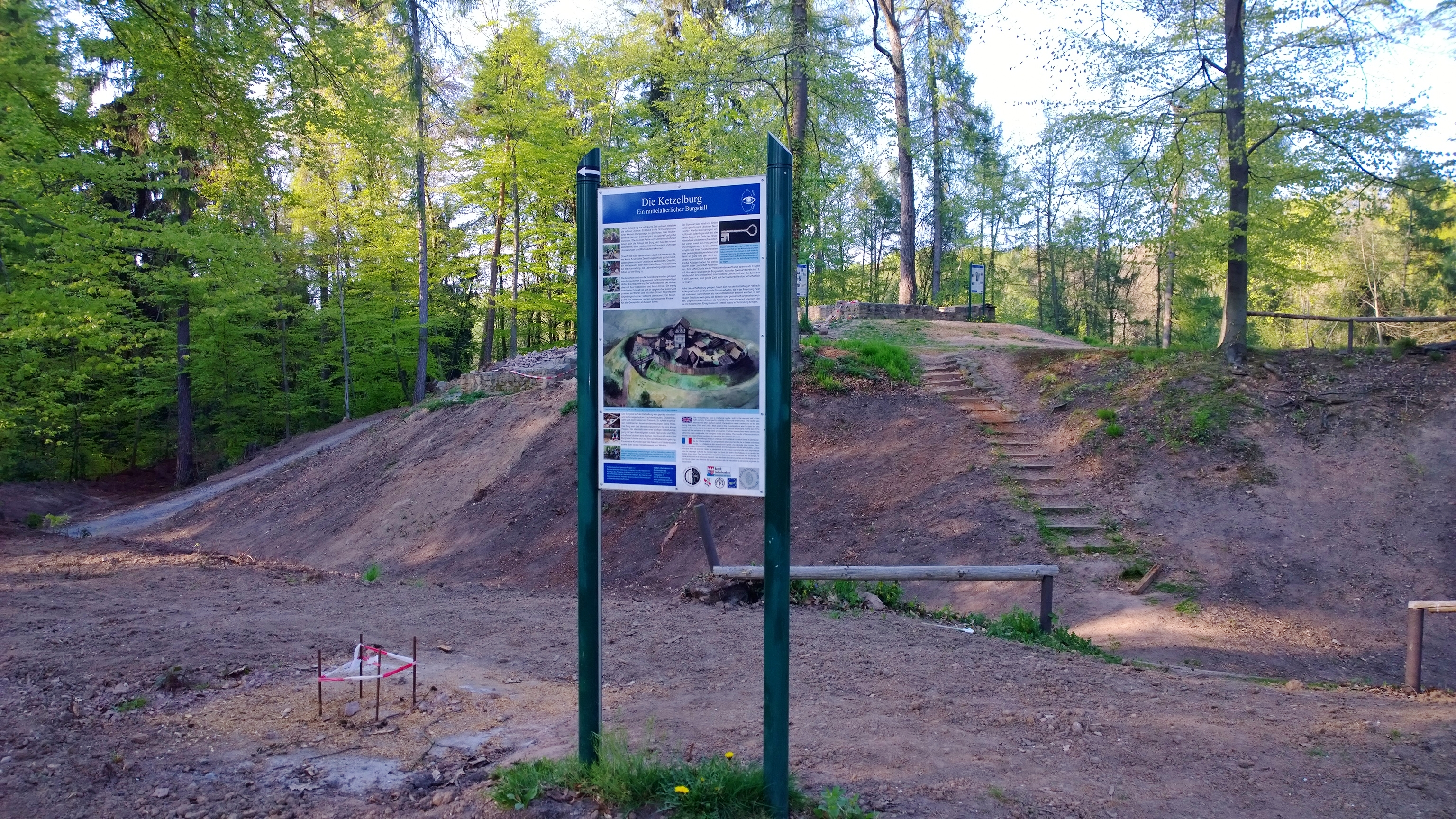
Hügel der Ketzelburg mit heutigem Zugang, tiefem Sohlgraben, Grundmauern von Wohnturm und 2014 ergrabenem Palas

Die Ketzelburg findet sich bis heute in keinerlei dokumentierten archivalischen Urkunden oder Beschreibungen ihrer Zeit.
Durch die datierten Bodenfunde kann ein Entstehen in der 2. Hälfte des 12. Jahrhunderts in der Stauferzeit angenommen werden. Ziemlich wahrscheinlich ist sogar eine Datierung auf vor 1189, ehe durch Kurmainz ein Verbot des Baus Steinerner Burgen vor den Toren Aschaffenburgs ausgesprochen wurde. Es darf ebenso angenommen werden, dass zeitgleich mit der Ketzelburg auch jene Siedlung entstand, aus der sich später die Gemeinde Haibach entwickelte. Die erstmalige urkundliche Erwähnung des Ortes stammt von 1187. Die Kleinburg hat höchstens 50 Jahre lang bestanden und ist dann, durch die Untersuchungen bestätigt, nicht zerstört, sondern aufgegeben worden. Gebaut in der Anfangszeit des Hochmittelalters, ist sie vermutlich ein Kulminationspunkt für die Besiedlung dieser Gegend des Spessart gewesen, wie viele andere Kleinburgen dieser Zeit.
Es war dies eine überaus bewegte Zeit, geprägt vom Kampf um die Vormacht zwischen Kaiser und Papst, wie sie im Investiturstreit gipfelte. Im Zuge dieser Auseinandersetzungen zwischen Hochadel und Landesherren, in denen viele niedrige Adlige hineingezogen wurden, gingen diese aus dem Spessart zurück in die aufblühenden Städte, wie Aschaffenburg. Der Konflikt des 13. Jahrhunderts wird im Spessart besonders durch die Auseinandersetzung der Grafen von Rieneck mit den Erzbischöfen von Mainz dominiert. Diese Herren hatten die Mittel und erbauten viel größere Burgen, wie die Residenz der Mainzer Erzbischöfe in Aschaffenburg, die Johannesburg (Vorgänger des heutigen Schlosses Johannisburg), oder die Stammburg der Rienecker. Sie errichteten militärische Anlagen, wie etwa die Rienecker die Burg Wildenstein oder die Burg Landesehre, die eine wichtige Rolle in den militärischen Auseinandersetzungen spielten. Auch die weitere wirtschaftliche, gesellschaftliche und technische Entwicklung überholte die kleinen Niederadelsburgen im Spessart, die, oft noch keine 100 Jahre alt, nicht erstürmt oder verbrannt wurden – sie hatten ihre Funktion überlebt und wurden aufgegeben.
Erstmals findet man eine bildliche Kennzeichnung, die die Ketzelburg als Burgstall aufführt, auf der als Grundlage für die Bayrische Landesvermessung dienenden Uraufnahmekarte von 1832. Die Burg wird auch auf einer Generalstabskarte von 1839 erkennbar. Auf dieser Karte ist die Ketzelburg zwar nicht namentlich bezeichnet, jedoch als Geländedenkmal bzw. Burgstall eingezeichnet. Man kann erkennen, wie weit die Bebauung des damals noch sehr kleinen Dorfes Haibach von der Ketzelburg, aber auch von der Straße nach Würzburg entfernt war. In der Folgezeit häufen sich dann die Eintragungen der offensichtlich richtig als Burgstall erkannten Ketzelburg.
Erste Beschreibungen des Burgstalls Ketzelburg stammen vom Aschaffenburger Bürgermeister Adalbert von Herrlein und von dem Lokalhistoriker Josef Kittel. Beide beruhen teils auf Quellen, die heute nicht mehr lokalisierbar sind.
Da die Anlage in der zweiten Hälfte des 20. Jahrhunderts unter Denkmalschutz gestellt wurde und zudem in einem Waldstück liegt, blieb das Ensemble bis in unsere Tage von Eingriffen weitgehend verschont. Eine erste Begehung der Burgstelle durch das Bayerische Landesamt für Denkmalpflege erbrachte im Jahre 1967 den Nachweis, dass es sich bei dem Bodendenkmal nicht, wie ursprünglich angenommen, um einen keltischen oder germanischen Ringwall, sondern um eine mittelalterliche Niederadelsburg handelt. Im Jahre 1970 wurde die Ketzelburg in die Liste der Bodendenkmäler (Denkmalnummer D-6-6021-0019) aufgenommen und genießt seit dieser Zeit den besonderen Schutz des Staates.
Nirgends ist ein Bild der im Volksmund „Schloßknickel“ genannten Ketzelburg vorhanden. Die Frage, wie die Ketzelburg wirklich ausgesehen hat, bleibt zum Teil der Fantasie und wissenschaftlich den Rekonstruktionsmöglichkeiten der Archäologie überlassen.
Ob eine der im Raum ansässigen Adelsfamilien ähnlichen Namens, die von Kesselstatt (zu Beginn des 13. Jahrhunderts als Kezzelstadt urkundlich) oder der vermutlich aus Oberfranken eingewanderten Herren von Kesselberg der Burg als Besitzer zugeordnet werden kann, wird derzeit (Stand 2015) untersucht. Eine namensgleiche Niederadelsfamilie existierte um die Kesselburg in der Pfalz, die Junker von Kezzelberg.
Nur etwa 250 Meter südsüdöstlich der Ketzelburg im Geviert zwischen Burg-, Haidebach- und Büchelbergstraße befindet sich ein weiterer als Bodendenkmal gelisteter, noch nicht archäologisch untersuchter Haibacher Burgstall. Ob er möglicherweise als Nachfolger und spätere Haibacher Ortsburg anzusehen ist, könnten erst Ausgrabungen und Datierungen ergeben. Auch hier fehlen bisher urkundliche Nachweise.

## Beschreibung

### Ausgrabungen 2004/2005
Auf dem Hügelrücken zeichnete sich bereits vor Beginn der Ausgrabungen 2004/2005 eine signifikante Erhebung im nordwestlichen äußeren Drittel ab. An dieser Stelle stießen die Ausgräber auch auf die Reste eines hochmittelalterlichen Wohnturms. Außerdem war von allen bisherigen Untersuchungen angenommen, dass der Zugang zur Burg von Südwesten her erfolgte. Das konnte archäologisch bestätigt werden. Spuren eines zur Burg gehörenden, dem Burgplateau vorgelagerten Wirtschaftshofes bzw. einer Vorburg ließen sich dagegen damals noch nicht belegen.
Aus den 173 dokumentierten Befunden, Schichten und Schichtengruppen konnten auf dem Burgplateau und dem umschließenden Graben vier Bau- bzw. Besiedlungsphasen festgestellt werden.

### Burgbeschreibung
Der Burgstall auf der Ketzelburg war geprägt von stroh- und schindelgedeckten Fachwerkbauten, Grubenhäusern und einer hölzernen Palisade. Er spielte in größeren militärischen Auseinandersetzungen keine Rolle. Die Burg war das Verwaltungszentrum für eine kleinere Region, die höchstens die Selbstversorgung mit dem Allernötigsten zuließ. Herrensitz und Wirtschaftshof bildeten eine Einheit. Die Kontrollfunktion der Burg beschränkte sich auf ihre unmittelbare Umgebung der Bauern und Hintersassen der umliegenden Orte sowie über lokale Verkehrswege und Märkte.
Die Anlage der Burg, der Bau des ersten Wohnturms, einer repräsentativen Toranlage und sogar Umplanungen und Rückbauten konnten durch die Ausgrabung nachgewiesen werden. Die Burg wurde systematisch abgebaut und daher ist keine fundreiche Zerstörungsschicht vorhanden. Einzelne Fundstücke wie Kacheln, Geschirr, ein Webgewicht oder eine Bodenfliese lassen dennoch Rückschlüsse auf die Ausstattung, die Lebensbedingungen und den Alltag auf der Burg zu.
Durch Abtragen der Spitze des aus Felsen bestehenden Hügels schuf man auf der Ketzelburg ein ebenerdiges Plateau mit steilen, bis zu neun Metern tiefen abfallenden Hängen. Eine gefundene Erweiterung des Plateaus machte es notwendig, das nur mäßig verdichtete, an den Hängen aufgetragene Material oberflächlich mit einem losen Steinbelag zu versehen, um der Erosion entgegenzuwirken. Nur so konnte sich die Anlage mit ihren steilen Hängen bis in unsere Tage erhalten. Das Plateau ist von einem Ringgraben umschlossen. Dem in den stark verwitterten Felsen eingetieften Sohlgraben ist ein Wall vorgelagert. Er besteht zum Großteil aus ortsfremdem Lehm.
Da der Lehnsherr auf der Ketzelburg nur über sehr wenige Lehnspflichtige verfügt haben konnte, war vom Einzelnen eine hohe Arbeitsleistung zu erbringen. Durch das Ausschachten des umgebenden Grabens wurde eine Landmarke geschaffen, die heute noch das deutlichste Kennzeichen der Burganlage ist. 

#### Wohnturm
Der typische Wohnturm der zweiten Hälfte des 12. Jahrhunderts entstand auf der höchsten Erhebung des Burghügels. Er besaß die Form eines annähernden Quadrates mit einer Seitenlänge von 5 Metern im Innenraum. Er dürfte damit auf mehreren Geschossen jeweils etwa 25 Quadratmeter Wohn- und Lagerfläche geboten haben. Vom Wohnturm hat sich eine etwa 70 Zentimeter breite, zweilagig aufgeführte, vermörtelte Mauer erhalten. Ihr Fundament wurde direkt auf den anstehenden Felsen gesetzt.
Mörtelbrocken, an denen sich zum Teil noch Reste einer weißen Tünche erhalten haben, sprechen dafür, dass der Mauersockel ursprünglich verputzt und weiß getüncht war. Eine Analyse des Füllmörtels in Bamberg wies nach, dass es sich bei dem porösen, mürben Mörtel um ein Gemisch aus Kalk mit ungewaschenem, braunem Quarzsand handelt, wie er noch im letzten Jahrhundert unmittelbar am Burgstall abgebaut wurde. Die Volumenanteile von Kalk zu Sand betragen 1:4. Der hohe Feinsandanteil ermöglichte die hohe Viskosität des Mörtels.
Der Wohnturm der Ketzelburg war durch eine einschalige Zwischenmauer in eine erhöhte Hälfte mit Stampflehmboden sowie in eine bodenseitig mit einer Steinpackung befestigte Raumhälfte unterteilt und wies eine Sickergrube auf. Die Deponierung eines Steinbeilfragments unter der südlichen Mauer des Wohnturms, sowie die Bestattung eines Hundes mit Speisebeigabe unter dem Stampflehmboden sind ein beredtes Zeugnis des Aberglaubens des Hausherren. Die Funde sind entweder als Abschreckung von Unheil und bösen Geistern oder als Bauopfer nahe der Tür des Turmes begraben worden. Funde legen nahe, das im Wohnturm ein Becherkachelofen in Betrieb war.

#### Wirtschaftshof
Zur Burgstelle gehörte neben dem Wohnturm auch ein östlich daran anschließender Wirtschaftsteil. Suchschnitte wiesen 2004 auf die Reste eines Grubenhauses hin, in dem sich neben einer Feuerstelle im Stampflehmboden kleine Pfostenlöcher abzeichneten. Sie werden als Spuren eines Standwebstuhls gedeutet. Für eine Textilbearbeitung in diesem Grubenhaus spricht weiterhin der Fund eines Webgewichts.

#### Umwehrung
Die Wehrmauer konnte als Holzpalisade auf einem Steinwall nachgewiesen werden. Die Schnitte durch den umschließenden Ringgraben erbrachten einen in den stark verwitterten Felsen eingetieften Sohlgraben, an den sich nach außen hin ein Wall anschloss. Es finden sich keine archäologischen Belege für eine weitere Palisade im Bereich des äußeren Walls. Zwischen dem Burgplateau und dem tiefen Sohlgraben wurde der Felsen vor 800 Jahren sehr steil abgetragen. Wie die Verfüllungen im Burggraben zeigten, wurde er schon bald zur Hälfte wieder verfüllt und das dahinter liegende, steinerne Tor aufgegeben.

#### Zangentor und Torhaus
Ein 2005 untersuchter Mauerzug lässt sich mit hoher Wahrscheinlichkeit als linke Wange eines in Stein aufgeführten Tores ansprechen. Spuren des Torhauses wurden dagegen nicht gefunden. Vermutlich besaß die Ketzelburg keinen eigentlichen Torbau, sondern lediglich einen steinernen Mauerdurchlass. Die ergrabene Fläche machte es nicht möglich, die tatsächliche Breite der Maueröffnung zu ermitteln. Im Versturz der Torrampe liegende, sorgfältig behauene Sandsteinquader belegen die repräsentative Ausgestaltung dieses, ansonsten aus normalem Bruchsteinmauerwerk aufgeführten Bauwerks. Steinstückungen im Bereich der Hangkante waren im Vergleich zu den massiven Fundamenten der linken Torwange außerordentlich kleinteilig. Insgesamt kann man davon ausgehen, dass der Burgstall höchstens ein steinernes Eingangstor besaß. An dieses dürfte sich zu beiden Seiten die hölzerne Palisade angeschlossen haben.
Ein kleiner, von der linken Torwange abknickender Mauerzug wird als Hinweis auf eine Innenbebauung unmittelbar hinter der linken Torwange gedeutet. Ein ergrabenes schmales, nach Nordwesten abfallendes, in Stein gefasstes „Kanälchen“, direkt nach Südosten an die Torwange anschließend, wird bei Regen das anfallende Wasser gesammelt haben. Die Drainage war notwendig, um ein Aufweichen der Lehmschichten im Bereich der nach Südwesten weisenden Hangkante und einen daraus resultierenden Hangrutsch des steilen Grabens zu verhindern. Eine zylindrische, bis in eine Tiefe von 1,8 m reichende Grube im Süden des Burgplateaus diente vermutlich als Wasserspeicher.
In der zweiten Periode wurde die Torrampe mit einer Palisade verschlossen und im nun stark ergehöhten, ehemaligen Tordurchlass ein trapezförmiges Gebäude mit Steinfundament errichtet, das von Südwesten über eine ebenfalls steinerne Treppe betreten werden konnte. Die Auflassung der Burgstelle erfolgte allem Anschein nach nicht durch eine gewaltsame Zerstörung und wird schon auf um 1200 vermutet.
Anlässlich eines Versuches am Ende des 14. Jahrhunderts die Burg zu reaktivieren, erhielt die Burg durch umfangreiche Planierungsmaßnahmen ihre heutige Form.

### Ausgrabungen 2014
Ausgrabungen im Herbst 2014 haben eine Vorburg im südlichen Bereich nachweisen können. Dort fanden sich Spuren eines Rennofens. Der Rennofen würde belegen, dass bereits 200 Jahre vor der ersten schriftlichen Erwähnung von Eisenverarbeitung im Spessart hier Eisen produziert wurde. Gleichzeitig wurde im Bereich ein mit dem Airborne Laserscanning nachgewiesener Altweg untersucht. Dies liefert auch Erklärungshinweise, warum die Burg an diesem, eigentlich nicht sehr günstigen Standort, erbaut wurde.

## Heutige Nutzung

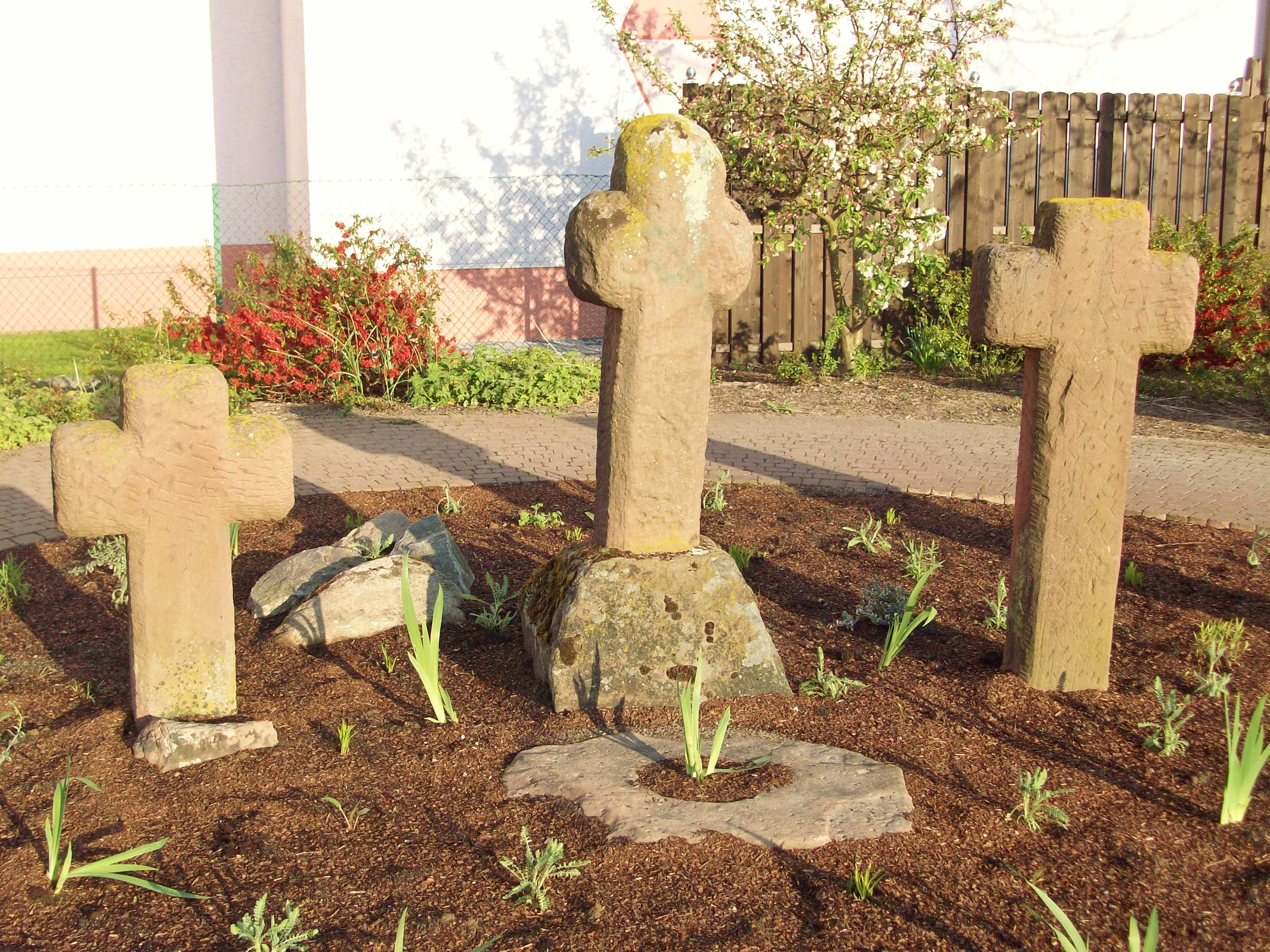
Die drei Steinkreuze die zur Sage gehören. Nur das mittlere ist noch aus dem Mittelalter

Nach den Ausgrabungen 2004/2005 wurde die ehemalige Burganlage in den Grundmauern restauriert. Wohnturm und südwestlicher Bereich (Burgzugang, Palas) wurden als Ansätze wiederaufgebaut und sind begehbar. Informationstafeln im Rahmen eines Spessart-Rundweges erläutern die Geschichte der Turmhügelburg und Ergebnisse der Ausgrabungen.

## Sagen
Es existiert die Sage über die Legende des unglücklichen Ritters von der Ketzelburg Junker Reiner von Haydebach der sich in zwei Schwestern seines Bauern verliebte und diese sich im Streit um seine Gunst gegenseitig umbrachten. Zur Sühne floh dieser auf Pilgerreise nach Jerusalem und kehrte als alter Mann nach Hause zurück, wo er neben den Gedenkkreuzen der Schwestern tot aufgefunden wurde. Drei alte Sühnekreuze sollen dieses Ereignis dokumentieren.